# John Hiatt

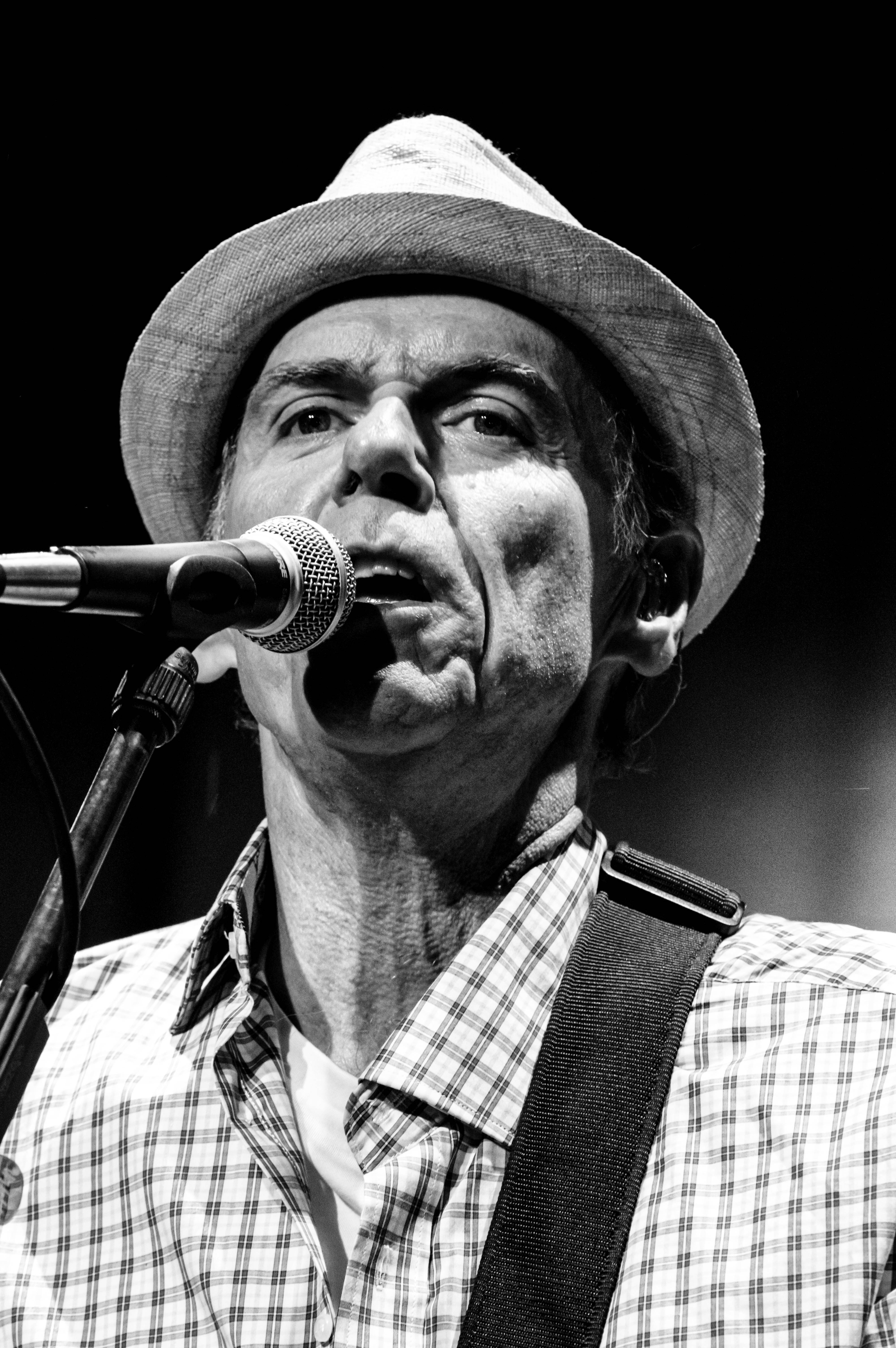
John Hiatt op het Zelt-Musik-Festival 2015 Freiburg

John Robert Hiatt (Indianapolis, 20 augustus 1952) is een Amerikaanse zanger/songwriter. Hij werd in eerste instantie bekend als songwriter voor een groot aantal artiesten. Het duurde een aantal jaren voordat hij ook zelf succes kreeg als zanger.

## Biografie

### Beginjaren
John Hiatt speelde op jonge leeftijd in enkele garagebands, waarvan  The White Ducks het bekendste was. Met die band heeft hij het album In Season opgenomen. Hij werd vooral beïnvloed door Bob Dylan en the Rolling Stones. Op zijn achttiende verhuisde hij naar Nashville, waar hij een baan kreeg als songschrijver. 
In 1973 sloot hij een platencontract met Epic Records en verscheen zijn eerste single We make spirit. In 1974 bracht hij zijn eerste album uit, getiteld  Hangin’ round the observatory, gevolgd door Overcoats in 1975. Beide platen waren geen succes en de platenmaatschappij ontbond zijn contract. 
In 1978 kreeg John Hiatt een platencontract bij MCA. Zijn eerste album voor dat label was Slug Line, dat is beïnvloed door Britse new wave artiesten zoals Elvis Costello, Joe Jackson en Graham Parker. In 1982  verscheen zijn album “All of a sudden”, dat geproduceerd werd door Tony Visconti (o.a.producer van  David Bowie en T-Rex). In die tijd had hij alcoholproblemen en pleegde zijn tweede vrouw zelfmoord. In 1986 hertrouwde hij en kreeg hij een nieuw platencontract. 

### Succesvolle jaren
Bij zijn nieuwe platenlabel A&M bracht hij in 1987 het album "Bring the family" uit met een mengeling van rock ’n roll, country, blues en folk. Op die plaat, waarop ook zijn bekendste single Have a little faith in me staat, wordt hij begeleid door Ry Cooder (gitaar), Nick Lowe (basgitaar) en Jim Keltner (drumstel). Dit was zijn eerste album dat de Billboard hitlijst behaalde.  Het volgende album “Slow Turning “ nam hij op met  The Goners, die onder leiding stonden van slidegitarist  en cajunmuzikant Sonny Landreth. Dat album is geproduceerd door Glyn Johns, die ook albums heeft geproduceerd van Led Zeppelin, Rolling Stones, The Who, Eric Clapton en veel anderen. Bernie Leadon  (ex- Eagles) speelde mee als gastgitarist. 
Na een succesvolle tournee in de Verenigde Staten en Europa en verscheen er een compilatie van zijn werk, genaamd Y’all caught? The ones that got away 1979-1985. In 1990 kwam het succesvolle album Stolen moments uit. Op die plaat, die werd geproduceerd door Glyn Johns, wordt hij begeleid door een aantal sessiemuzikanten. Voor het nummer "Bring back your love to me", dat van dit album afkomstig is, kreeg hij in 1991 een Country Music Award.

### Vanaf 1991

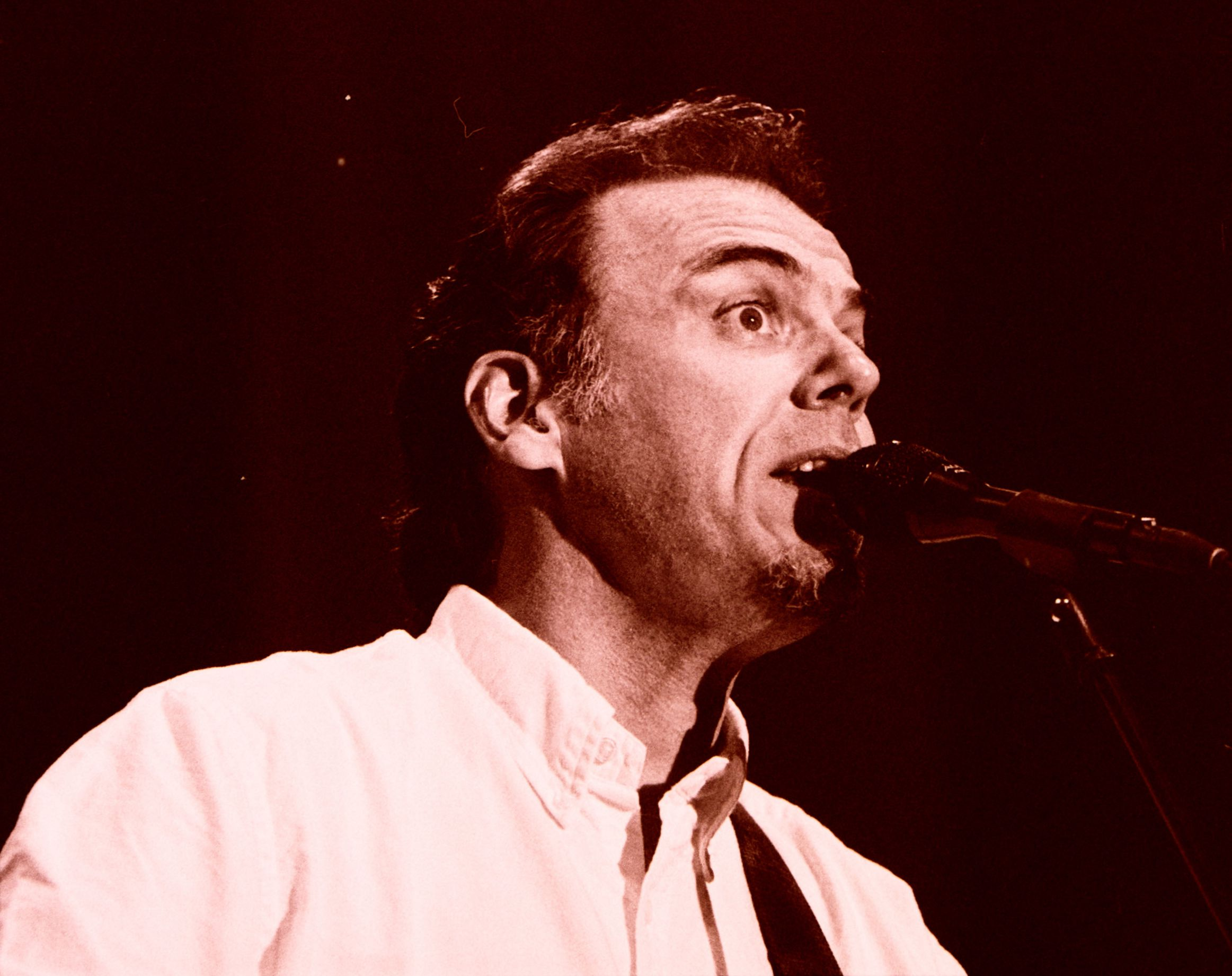
John Hiatt op Halfway Amsterdam festival, 1994

In 1991 werkte John Hiatt opnieuw samen met Ry Cooder, Nick Lowe en Jim Keltner in een band die ze Little Village noemden, maar die samenwerking was niet zo succesvol  wegens botsende ego’s. In 1993 werd een album uitgebracht met covers van zijn songs, onder de titel Love get strange: the songs of John Hiatt. Dit album werd gevolgd door de verzamelalbums Rollin’ into Memphis: Songs of John Hiatt (2000) en It'll Come To You...The Songs of John Hiatt (2003).
In 1994 nam John Hiatt zijn eerste livealbum op, Hiatt comes alive at Budokan, waarop vooral nummers staan van de albums Bring the family, Slow turning en Stolen moments. Voor het album Walk on ontving hij een Grammy-nominatie. In 1998 koos het tijdschrift Rolling Stone hem tot zanger en componist van het jaar. 
In 2000 volgde het album Crossin’ muddy waters met veel invloed van bluegrass-muziek. Op het volgende album “Master of disaster” (2005) werd o.a. meegespeeld door enkele leden van de bluesrockband The North Mississippi Allstars. In 2007 kreeg hij een ster in de Music City Walk of Fame in Nashville. In 2012 verscheen het album Mystic Pinball, opgevolgd door Terms of my surrender (2014) dat grotendeels akoestisch is gespeeld. In 2018 volgde  The Eclipse sessions, dat in vier dagen is opgenomen met Patrick O’Hearn (bas) en Kenneth Blevins (drums). Het album is genoemd naar de zonsverduistering die in die periode plaatsvond.

### Covers
Een groot aantal artiesten heeft nummers van John Hiatt gecoverd, waaronder: Aaron Neville, Albert Lee, B.B. King, Bob Dylan ("The Usual"), Bob Seger, Dave Edmunds, Emmylou Harris ("Icy Blue Heart"), Eric Clapton ("Riding With The King" samen met B.B.King), Iggy Pop ("Something Wild"), Jeff Healey, Joan Baez, Joe Cocker, Linda Ronstadt, Nick Lowe, Paula Abdul, Rosanne Cash, Ry Cooder, Steve Earle, The Nitty Gritty Dirt Band, Three Dog Night, Willie Nelson, Willy DeVille ("Across The Borderline") en Herman Brood (De single "(No More) Dancing In The Street"). Ilse DeLange heeft het album Dear John uitgebracht met negen songs van John Hiatt.

### Dochter Lilly
Ook Hiatts dochter Lilly (1984) is actief in de muziek: zij is singer-songwriter. Haar moeder Isabella Wood pleegde zelfmoord toen zij nog geen jaar was, waarna John haar alleen opvoedde, totdat hij hertrouwde met Nancy Stanley Hiatt.

## Discografie

### Albums
| Album met eventuele hitnotering(en) in de Nederlandse Album Top 100 | Datum van verschijnen | Datum van binnenkomst | Hoogste positie | Aantal weken | Opmerkingen                                               |
| ------------------------------------------------------------------- | --------------------- | --------------------- | --------------- | ------------ | --------------------------------------------------------- |
| Hangin' around The Observatory                                      | 1974                  | -                     |                 |              |                                                           |
| Overcoats                                                           | 1975                  | -                     |                 |              |                                                           |
| Slug Line                                                           | 1979                  | -                     |                 |              |                                                           |
| Two Bit monsters                                                    | 1980                  | -                     |                 |              |                                                           |
| All Of A Sudden                                                     | 1982                  | -                     |                 |              |                                                           |
| Riding With The King                                                | 1983                  | -                     |                 |              |                                                           |
| Warming Up To The Ice Age                                           | 1985                  | 26-01-1985            | 32              | 6            |                                                           |
| Bring The Family                                                    | 1987                  | 13-07-1987            | 32              | 31           |                                                           |
| Ottawa Broadcast 1988                                               | 1988                  | -                     |                 |              |                                                           |
| Slow Turning                                                        | 1988                  | 10-09-1988            | 21              | 39           |                                                           |
| Y'All Caught? - The Ones That Got Away 1979-1985                    | 1989                  | 21-10-1989            | 64              | 5            | Verzamelalbum                                             |
| Stolen Moments                                                      | 1990                  | 30-06-1990            | 13              | 13           |                                                           |
| Little village                                                      | 1992                  | 29-02-1992            | 11              | 10           | als Little Village met Nick Lowe, Ry Cooder & Jim Keltner |
| Perfectly Good Guitar                                               | 1993                  | 11-09-1993            | 21              | 21           |                                                           |
| Hiatt Comes Alive at Budokan?                                       | 1994                  | -                     |                 |              | met The Guilty Dogs                                       |
| Walk On                                                             | 1995                  | 21-10-1995            | 32              | 12           |                                                           |
| Little Head                                                         | 1997                  | 05-07-1997            | 59              | 4            |                                                           |
| Crossing Muddy Waters                                               | 2000                  | 14-10-2000            | 51              | 7            |                                                           |
| The Tiki Bar Is Open                                                | 2001                  | -                     |                 |              |                                                           |
| Beneath this gruff exterior                                         | 2003                  | 14-06-2003            | 96              | 1            | met The Goners                                            |
| Chronicles                                                          | 2005                  | -                     |                 |              |                                                           |
| Master of Disaster                                                  | 2005                  | 09-07-2005            | 78              | 3            |                                                           |
| Live From Austin, TX                                                | 2005                  | -                     |                 |              |                                                           |
| Same Old Man                                                        | 2008                  | 31-05-2008            | 72              | 3            |                                                           |
| The Open Road                                                       | 05-03-2010            | 06-03-2010            | 62              | 3            |                                                           |
| Dirty Jeans and Mudslide Hymns                                      | 02-08-2011            | 06-08-2011            | 20              | 8            |                                                           |
| Mystic pinball                                                      | 2012                  | 06-10-2012            | 41              | 4            |                                                           |
| Terms of my surrender                                               | 2014                  | 11-07-2014            | 16              | 5            |                                                           |
| The Eclipse sessions                                                | 2018                  | 03-11-2018            | 59              | 1            |                                                           |

| Album met hitnotering(en) in de Vlaamse Ultratop 200 albums | Datum van verschijnen | Datum van binnenkomst | Hoogste positie | Aantal weken | Opmerkingen   |
| ----------------------------------------------------------- | --------------------- | --------------------- | --------------- | ------------ | ------------- |
| Walk on                                                     | 1995                  | 28-10-1995            | 10              | 6            |               |
| Little head                                                 | 1997                  | 05-07-1997            | 38              | 3            |               |
| The best of John Hiatt                                      | 1998                  | 05-09-1998            | 4               | 15           | Verzamelalbum |
| Crossing Muddy Waters                                       | 2000                  | 28-10-2000            | 34              | 2            |               |
| The Tiki bar is open                                        | 2001                  | 29-09-2001            | 47              | 1            |               |
| Dirty Jeans and Mudslide Hymns                              | 2011                  | 10-09-2011            | 95              | 2            |               |
| Mystic Pinball                                              | 2012                  | 06-10-2012            | 120             | 1*           |               |

### Singles
| Single met eventuele hitnotering(en) in de Nederlandse Top 40 | Datum van verschijnen | Datum van binnenkomst | Hoogste positie | Aantal weken | Opmerkingen              |
| ------------------------------------------------------------- | --------------------- | --------------------- | --------------- | ------------ | ------------------------ |
| Radio girl                                                    | 1979                  | 28-07-1979            | tip21           | -            |                          |
| Georgia Rae                                                   | 1989                  | 14-01-1989            | tip7            | -            | #51 in de Single Top 100 |
| Have a little faith in me                                     | 1989                  | 01-04-1989            | 11              | 7            | #14 in de Single Top 100 |
| Bring back your love to me                                    | 1990                  | 28-07-1990            | tip14           | -            | #67 in de Single Top 100 |
| Cross my fingers                                              | 1993                  | 11-09-1993            | tip17           | -            |                          |

### NPO Radio 2 Top 2000
| Nummer met noteringen in de NPO Radio 2 Top 2000 | '99 | '00 | '01 | '02 | '03 | '04 | '05 | '06 | '07 | '08 | '09 | '10 | '11 | '12 | '13 | '14 | '15 | '16 | '17 | '18 | '19  | '20 | '21 | '22  | '23  | '24  |
| ------------------------------------------------ | --- | --- | --- | --- | --- | --- | --- | --- | --- | --- | --- | --- | --- | --- | --- | --- | --- | --- | --- | --- | ---- | --- | --- | ---- | ---- | ---- |
| Have a Little Faith in Me                        | 359 | 424 | 462 | 453 | 360 | 413 | 348 | 426 | 556 | 421 | 638 | 703 | 757 | 524 | 576 | 626 | 568 | 887 | 860 | 945 | 1027 | 956 | 952 | 1132 | 1168 | 1245 |

1. ↑  Een vetgedrukt getal geeft de hoogste notering aan.

### Tracklist Albums
- Stolen Moments, A&M Records, 1990.

1. Real Fine Love
2. Seven Little Indians
3. Child Of The Wild Blue Yonder
4. Back Of My Mind
5. Stolen Moments
6. Bring Back Your Love To Me
7. The Rest Of The Dream
8. Thirty Years Of Tears
9. Rock Back Billy
10. Listening To Old Voices
11. Through Your Hands
12. One Kiss

- Little Village, (supergroep met Nick Lowe, Ry Cooder, and Jim Keltner), Reprise Records, 1992.

1. Solar Sex Panel
2. The Action
3. Inside Job
4. Big Love
5. Take Another Look
6. Do You Want My Job
7. Don't Go Away Mad
8. Fool Who Knows
9. She Runs Hot
10. Don't Think About Her When You're Trying To Drive
11. Don't Bug Me Whil I'm Working

- Perfectly Good Guitar, A&M Records, 1993.

1. Something Wild
2. Straight Outta Time
3. Perfectly Good Guitar
4. Buffalo River Home
5. Angel
6. Blue Telescope
7. Cross My Fingers
8. Old Habits Are Hard To Break
9. The Wreck Of a Barbie Ferrari
10. When You Hold Me Tight
11. Permanent Hurt
12. Loving A Hurricane

- Hiatt Comes Alive at Budokan? A&M Records, 1994.

1. Through Your Hands
2. Real Fine Love
3. Memphis In The Mean Time
4. Icy Blue Heart
5. Paper Thin
6. Angel Eyes
7. Your Dad Did
8. Have A Little Faith In Me
9. Drive South
10. Thing Called Love
11. Perfectly Good Guitar
12. Feels Like Rain
13. Tennessee Plates
14. Lipstick Sunset
15. Slow Turning

- Walk On, Capitol Records, 1995.

1. Cry Love
2. You Must Go
3. Walk On
4. Good As She Could Be
5. The River Knows Your Name
6. Native Son
7. Dust Down A Country Road
8. Ethylene
9. I Can't Wait
10. Shredding The Document
11. Wrote It Down And Burned It
12. Your Love Is My Rest
13. Friend of Mine

- Little Head, Capitol Records, 1997.

1. Little Head
2. Pirate Radio
3. My Sweet Girl
4. Feelin' Again
5. Graduated
6. Sure Pinocchio
7. Runaway
8. Woman Sawed In Half
9. Far As We Go
10. After All This Time

- Crossing Muddy Waters, Vanguard Records, 2000.

1. Lincoln Town
2. Crossing Muddy Waters
3. What Do We Do Now
4. Only The Song Survives
5. Lift Up Every Stone
6. Take It Down
7. Gone
8. Take It Back
9. Mr. Stanley
10. God's Golden Eyes
11. Before I Go

- The Tiki Bar is Open, Vanguard Records, 2001.

1. Everybody Went Low
2. Hangin' Around Here
3. All The Lilacs In Ohio
4. My Old Friend
5. I Know A Place
6. Something Broken
7. Rock Of Your Love
8. I'll Never Get Over You
9. The Tiki Bar Is Open
10. Come Home To You
11. Farther Stars

- Beneath This Gruff Exterior, New West Records, 2003.

1. Uncommon Connection
2. How Bad's The Coffee
3. Nagging Dark
4. My Baby Blue
5. My Dog And Me
6. Almost Fed Up With The Blues
7. Circle Back
8. Window On The World
9. Missing Pieces
10. Fly Back Home
11. The Last Time
12. The Most Unoriginal Sin

- It'll Come to You: The Songs of John Hiatt (compilatie van coverversies van nummers van John Hiatt), Vanguard Records, 2003.

1. Bonnie Raitt - Thing Called Love
2. Willie Nelson - The Most Unoriginal Sin
3. Rodney Crowell - She Loves The Jerk
4. Rosanne Cash - The Way We Make A Broken Heart
5. Linda Ronstadt - When We Ran
6. B.B. King & Eric Clapton - Riding With The King
7. Emmylou Harris - Icy Blue Heart
8. Nick Lowe & His Cowboy Outfit - She Don't Love Nobody
9. Freddy Fender - Across The Borderline
10. Buddy Guy - Feels Like Rain
11. Patty Griffin - Take It Down
12. Robert Bradley's Blackwater Surprise - It'll Come To You
13. Buddy & Julie Miller - Paper Thin

- Master of Disaster, New West Records, 2005.

1. Master of Disaster
2. Howlin' Down The Cumberland
3. Thunderbird
4. Wintertime Blues
5. When My Love Crosses Over
6. Love's Not Where We Thought We Left It
7. Ain't Ever Goin' Back
8. Cold River
9. Find You At Last
10. Old School
11. Back On The Corner

- Live From Austin, TX, New West Records, 2005

1. Icy Blue Heart
2. Loving a Hurricane
3. When You Hold Me Tight
4. Your Dad Did
5. Straight Outta Time
6. Memphis in the Meantime
7. Something Wild
8. Have a Little Faith in Me
9. Buffalo River Home
10. Thing Called Love
11. Angel
12. Tennessee Plates
13. Slow Turning
14. Perfectly Good Guitar

- The Open Road, New West Records, 2010.

1. The Open Road
2. Haulin'
3. Go Down Swingin'
4. Like a Freight Train
5. My Baby
6. Homeland
7. Wonder of Love
8. What Kind Of Man
9. Movin' On
10. Fireball Roberts
11. Carry You Back Home

- Dirty Jeans and Mudslide Hymns, New West Records/Sonic Rendezvous, 2011

1. Damn this town
2. 'Till I get my lovin' back
3. I love that girl
4. All the way under
5. Don't wanna leave you now
6. Detroit made
7. Hold on for your love
8. Train to Birmingham
9. Down around my place
10. Adios to California
11. When New York had her heart broke

- Mystic Pinball, New West Records, 2012.

1. We're Alright Now
2. Bite Marks
3. It All Comes Back Someday
4. Wood Chipper
5. My Business
6. I Just Don't Know What to Say
7. I Know How to Lose You
8. You're All the Reason I Need
9. One of Them Damn Days
10. No Wicked Grin
11. Give It Up
12. Blues Can't Even Find Me

- Terms of My Surrender, New West Records, 2014

1. Long Time Comin'
2. Face of God
3. Marlene
4. Wind Don't Have to Hurry
5. Nobody Knew His Name
6. Baby's Gonna Kick
7. Nothin'I Love
8. Terms of My Surrender
9. Here to Stay
10. Old People
11. Come Back Home

- Bibliothèque nationale de France: cb13895189w (data)
- Gemeinsame Normdatei: 134405595
- International Standard Name Identifier: 0000 0000 7365 521X
- Library of Congress Control Number: n91079622
- Nationale Bibliotheek van Letland: 000096926
- MusicBrainz: e78202c9-7717-435c-9aac-dd5ebc4e64d5
- Nationale Bibliotheek van Tsjechië: xx0180221
- Nederlandse Thesaurus van Auteursnamen: 070553491
- Système universitaire de documentation: 078618525
- Union List of Artist Names: 500147466
- Virtual International Authority File: 42025460
- WorldCat: E39PBJy8tYbmRcKmdrCrKkqhHC